# 巴波沙
巴波沙（葡萄牙語：Artur Tamagnini de Sousa Barbosa，1881年8月31日—1940年7月10日），曾三任澳門總督（1918-19，1926-30，1937-40），前後任期合共8年7個月，其妻為詩人。在任期間台山木屋區大火，木屋全部焚毀。1931年在原址建成900多間磚屋，整齊地排列成11條街道，廉價租給平民居住，並命名為“巴波沙坊”。連接提督馬路與關閘的馬路亦以其命名。原來的紀念牌坊到1990年代重建（位於巴波沙大馬路及菜園涌邊街交界）。
1940年6月28日，巴波沙被召回里斯本對澳門當局容許走私及售賣鴉片引致國際聯盟宣佈懲處澳門的事件負責，隨後被革職，離任後不久於7月10日病逝。

## 文獻
1. ↑  .   [2015-12-28]. （原始内容存档于2016-01-05）.
2. ↑  （简体中文）. 廣東人民出版社. 2009年. ISBN 978-7-218-06327-0.

| 前任： 羅渣及馬度士 | 澳門總督 1918年10月12日 — 1919年8月23日       | 繼任： 施利華 |
| 前任： 馬加齡       | 澳門總督 1926年12月8日 — 1931年3月30日        | 繼任： 馬統領 |
| 前任： 美蘭德       | 葡屬澳門總督 · 1937年4月11日 — 1940年10月29日 | 繼任： 戴思樂 |